# Fäbodtjärnen (Bjurholms socken, Ångermanland)
Fäbodtjärnen är en sjö i Bjurholms kommun i Ångermanland och ingår i Öreälvens huvudavrinningsområde.